# Veli Mothwa
Velu Mothwa (Polokwane, 12 gennaio 1991) è un calciatore sudafricano, portiere svincolato.

## Carriera

### Club
Ha giocato nella prima divisione sudafricana.

### Nazionale
Ha fatto il suo debutto con la nazionale sudafricana il 6 luglio 2021 nella sfida valida per Coppa COSAFA 2021 contro il Botswana. Al termine del torneo, si è laureato campione con la sua nazionale ed ha ricevuto il premio di miglior portiere, poiché ha mantenuto la porta inviolata in tutte le partite, anche in finale contro il Senegal.

## Palmarès

### Nazionale
- Coppa COSAFA: 1

Sudafrica 2021